# Siparia
Siparia – miasto w Trynidadzie i Tobago, na wyspie Trynidad, zamieszkane przez 8 400 osób (2006). Rozwija się tam przemysł spożywczy, miasto stanowi także ośrodek turystyczny.